# 加拉納達 (安蒂奧基亞省)
加拉納達是哥倫比亞的城鎮，位於該國北部，由安蒂奧基亞省負責管轄，距離首府麥德林70公里，始建於108年，面積195平方公里，海拔高度2,137米，2005年人口9,436。
6°08′49″N 75°11′17″W / 6.147°N 75.188°W